# Az ezüst kecske (film, 1916)
Az ezüst kecske (angolul: The Silver Goat; magyar címváltozat: A medikus) Kertész Mihály 1916-ban bemutatott romantikus filmdrámája. A forgatókönyvet Bródy Sándor azonos című regényéből (1898) illetve a belőle készült A medikus című színműve (1910) alapján Fodor Aladár írta.
A filmnek nem maradt fenn példánya, csupán néhány beállított fotó.
Kertész 1912-ben azonos címmel már forgatott egy rövidfilmet Bródy regényéből, de az is elveszett.

## Szereplők
- János, medikus – Várkonyi Mihály
- Arrak, egykori szabó, atyja – Hegedűs Ferenc
- Kőris Piros, vidéki leány – Leontine Kühnberg
- A professzor – Réthey Lajos
- A professzor leánya – Forgács Rózsi
- A kispap / a festő – Kemenes Lajos
- A szabó leánya – Kovács Ilonka
- Pártos Dezső
- A miniszter – Deésy Alfréd
- A vállalkozó – Gyöngyi Izsó
- Hirschy – Bodonyi Béla
- Tesséky László

## Történet
János egy részeges és erőszakos szabómester tehetséges, jó tanuló fia. Megtetszik a jómódú fővárosi orvosprofesszor csúnyácska lányának. A professzor abban a reményben veszi magához és taníttatja a fiatalembert, hogy majd feleségül veszi a lányát. János úgy érzi, megvásárolták. Régi szerelme, Piroska kedvéért otthagyja a professzor házát. A lánnyal egy kis padlásszobában élnek nagy nyomorban, így az időközben megszületett, betegeskedő gyermeküket kénytelenek vidékre adni. János apja és húga egy nap azzal állít be hozzájuk, hogy a lány teherbe esett, és csak egy jelentős hozomány mentheti meg a szégyentől. Rábeszélik, hogy vegye el mégis a professzor lányát, amit a fiú végül teljesít is, magára hagyva szerelmét. Esküvőjét követően apósa kapcsolatainak segítségével János képviselő lesz és nagy politikai karriert csinál. Közben a magára hagyott Piroskát János festőművész barátja, György veszi feleségül. De Jánosnak néhány év elteltével elege lesz abból, hogy különféle szennyes ügyekben használják fel a nevét, és ismét elhagyja a professzor házát. Egyszerű jogászként kezd új életet. Egy nap eszébe jut a zálogba tett szerencsét hozó ezüstkecske-fejű sétabotja, melyet még Piroskával adtak be nagy szegénységükben. Elmegy az asszonyhoz a zálogcéduláért hogy kiválthassa. Ekkor tudja meg, hogy György időközben meghalt, így Piroska ismét teljesen magára maradt. Kiváltják a sétabotot, megkeresik és hazaviszik a kisfiukat, Jánoskát, és hármasban élnek tovább.

## Érdekesség
- Kovács Ilonka később, 1918 és 1923 között Kertész felesége volt. Lucy Doraine művésznéven lett ismert.
- Várkonyi Mihály Victor Varconi néven később szép hollywoodi karriert csinált.